# کیش‌تورماش
کیش‌تورماش (به مجاری:  Kistormás) یک شهرداری در مجارستان است که در ناحیه سکسارد واقع شده‌است. کیش‌تورماش ۱۱٫۳ کیلومتر مربع مساحت و ۳۲۴ نفر جمعیت دارد.